# Sônquis de Saís
Sônquis ou Sonchis de Saís ou o Saíta (em grego:  Σῶγχις ὁ Σαΐτης, Sōnkhis o Saḯtēs; fl. 594 a.C.) foi um sacerdote egípcio mencionado nos escritos gregos como relacionando o relato da Atlântida. Seu status como figura histórica é uma questão de debate. 
Os diálogos platônicos Timeu e Critias, escritos por volta de 360 a.C., relatam (através da voz de Crítias) como o estadista ateniense Sólon (638 a 558 a.C.) viajou para o Egito e na cidade de Saís encontrou os sacerdotes da deusa Neith. Um sacerdote muito idoso diz a ele que 9000 anos antes, Atenas estava em conflito com o grande poder da Atlântida, que foi destruída em uma catástrofe. No Timeu, Platão atribui a Sônquis essa fala sobre a preeminência da sabedoria egípcia: "Ó Solon, Sólon, vós gregos sois sempre crianças... sois jovens em alma, cada um de vós. Pois aí [na Grécia] não possuís uma única crença antiga e derivada da antiga tradição, nem uma ciência que seja tão antiga com a era".
 

O diálogo de Platão não menciona um nome para o sacerdote, mas Plutarco (46–120 d.C.), em sua Vida de Sólon, identificou o religioso idoso como Sônquis: 
Perto da boca de Nilo, pelas boas margens de Canopo, e passou algum tempo estudando com Psenófis de Heliópolis  e Sônquis, o Saíta, mais instruído de todos os sacerdotes; de quem, como diz Platão, obtendo conhecimento da história atlântica, ele a pôs em um poema e propôs levá-la ao conhecimento dos gregos.
Plutarco fornece uma descrição mais detalhada dos filósofos gregos que visitaram o Egito e receberam conselhos dos sacerdotes egípcios em seu livro Sobre Ísis e Osíris. Assim, Tales de Mileto, Eudoxo de Cnido, Sólon, Pitágoras (alguns dizem também Licurgo de Esparta) e Platão viajaram para o Egito e teriam conversado com os sacerdotes. Eudoxo foi instruído por Conufeu de Mênfis, Sólon por Sônquis de Saís e Pitágoras por Oenufis de Heliópolis.